# I dag gifter sig min man
I dag gifter sig min man är en svensk film från 1943 i regi av Ragnar Arvedson.

## Handling
Mette Brehmer skilde sig från sin man arkitekten Sven för ett år sedan. Men hennes känslor för honom är fortfarande starka och när hon får höra tala som att han ska gifta om sig med konsuldottern Vera kan hon inte låta bli att lägga sig i.

## Om filmen
Premiärvising den 1 oktober 1943 i Stockholm. Filmen bygger på romanen med samma namn av Annemarie Selinko.

## Rollista i urval
- Marguerite Viby - Mette Brehmer
- Georg Rydeberg - Sven Brehmer, arkitekt
- Stig Järrel - Tom Hedberg jr
- Gösta Cederlund - konsul Brandt
- Hjördis Petterson - konsulinnan
- Agneta Lagerfeldt - Vera Brandt
- Gull Natorp - Ottila
- Erik "Bullen" Berglund - Conradson
- Hugo Björne - läkare